# Discobola tessellata
Discobola tessellata là một loài ruồi trong họ Limoniidae. Chúng phân bố ở miền Australasia.